# Skrzyp błotny
Skrzyp błotny (Equisetum palustre L.) – gatunek byliny należący do rodziny skrzypowatych. Rozpowszechniony na wilgotnych siedliskach na półkuli północnej w strefie klimatu umiarkowanego oraz subpolarnego. Spotykany jest pospolicie w całej Polsce z wyjątkiem wyższych partii gór. Jest bardzo zmienny morfologicznie i cechuje się szeroką amplitudą ekologiczną. Wyróżnia się największą toksycznością wśród skrzypów. Stanowi istotne zagrożenie dla zwierząt, zwłaszcza dla koni. Ze względu na kłącza podziemne jest gatunkiem trudnym do zwalczenia.

## Rozmieszczenie geograficzne
Występuje pospolicie na terenie niemal całej Europy (jest rzadki na Półwyspie Iberyjskim, na Korsyce i Krecie, brak go na Sardynii i Sycylii). Na północy kontynentu sięga po Islandię i krańce Półwyspu Skandynawskiego (rzadszy jest na Półwyspie Kolskim). W Europie Wschodniej zwarty zasięg obejmuje środkową i północną Rosję po Ural, rzadziej rośnie w południowej Rosji i Ukrainie, jednak znów częściej w rejonie Kaukazu i na południe od Morza Kaspijskiego. W Azji zwarty zasięg obejmuje część północną kontynentu po Daleki Wschód. Rośnie w Korei, Japonii, północnych Chinach i na Tajwanie. Oderwane od zwarte zasięgu obszary występowania to południowe Chiny i północny Pakistan. W Ameryce Północnej rośnie od Alaski po Kalifornię na zachodzie, a na wschodzie w środkowej i wschodniej Kanadzie oraz w północno-wschodniej części Stanów Zjednoczonych. 
W Polsce gatunek jest pospolity zarówno na niżu jak i w niższych położeniach górskich.

## Morfologia

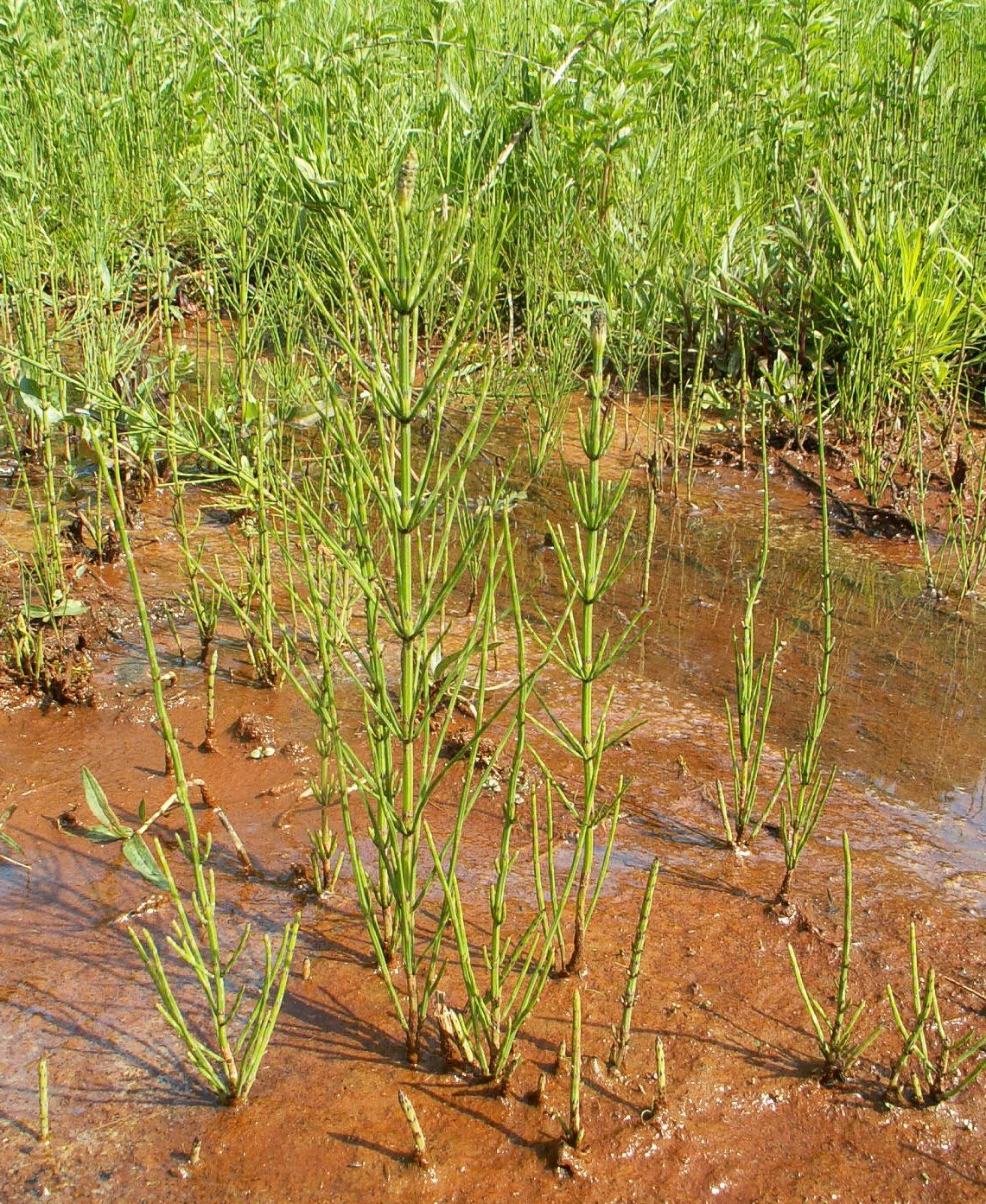
Pokrój roślin

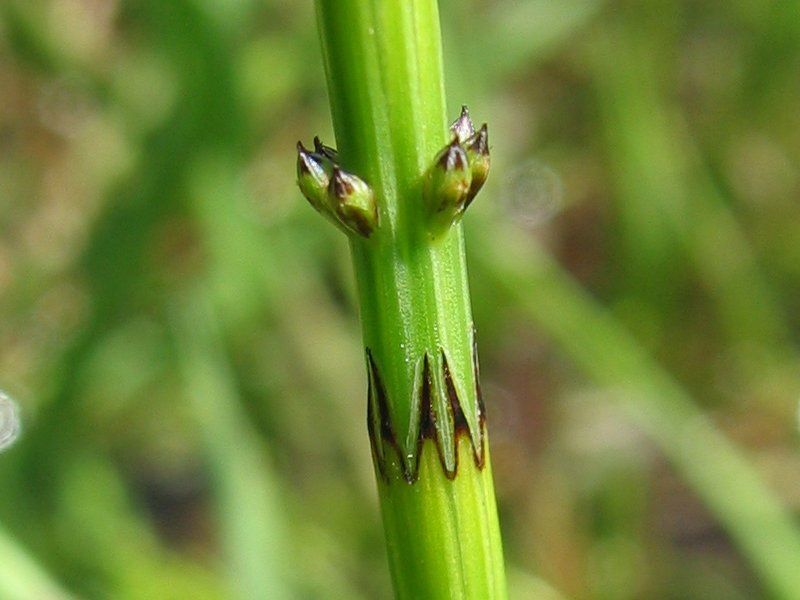
Pęd główny wiosną z widoczną pochwą liściową i okółkiem rozwijających się pędów bocznych

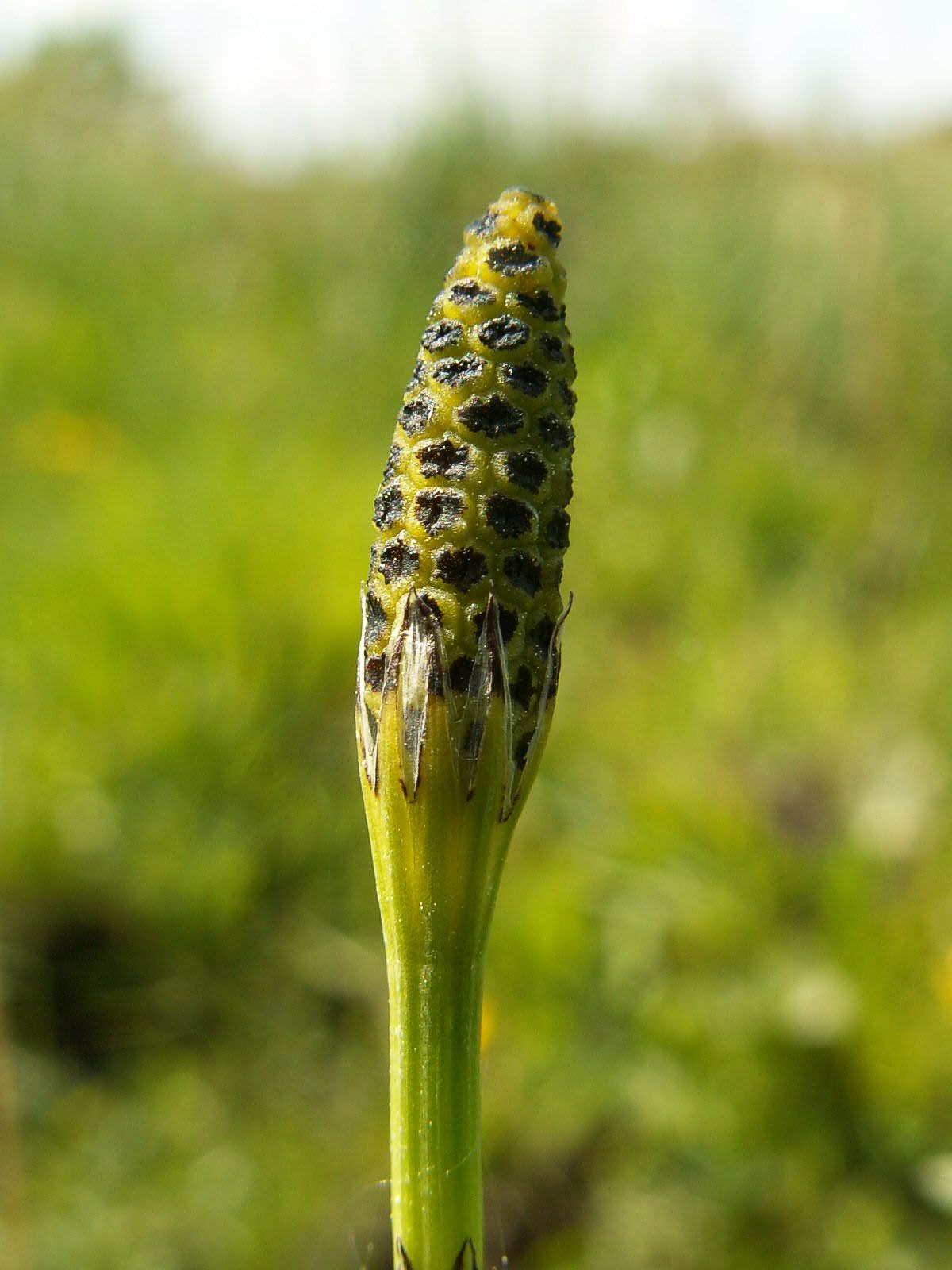
Kłos zarodnionośny

Pokrój sporofituWykształca bardzo podobne do siebie pędy (monomorficzne) płonne i płodne z kłosami zarodnionośnymi, wyrastające równocześnie z długich kłączy podziemnych, z odgałęzieniami bocznymi często skupionymi tuż nad powierzchnią gruntu.
KłączeTrwałe (zimujące), podziemne, rosnące w górnej części gleby pionowo, a na dużych głębokościach (zwykle do 2 metrów poniżej poziomu gruntu, czasem nawet do 5 m), rozrastające się w poziomie. Kłącza pionowe mają do 5 mm średnicy, rosnące głębiej osiągają do 10 mm średnicy, przy długości poszczególnych międzywęźli sięgających do 15 cm. Mają barwę czarną do czarnobrązowej. Z węzłów wyrastają korzenie, pędy nadziemne, czasem także bulwki magazynujące skrobię (służą one także do rozmnażania wegetatywnego). Z węzłów i korzeni wyrastają czasem żółtobrązowe trichomy.
KorzenieNieliczne, nitkowate, wyrastają z kłącza w węzłach.
ŁodygaDorasta najczęściej do 20–50 cm wysokości (rzadko wyższe, do 80 cm). Łodyga jest trawiastozielona, wewnątrz z bardzo wąskim przewodem powietrznym, co pozwala odróżnić ten gatunek od skrzypu bagiennego, szorstka (ma 8–12 silnie wypukłych i brodawkowanych żeberek) i rozgałęziona okółkowo (zazwyczaj nieregularnie). Nierzadko pędów bocznych brak lub są one silnie skrócone. U dołu łodyga osiąga do 3–5 mm średnicy, ale w połowie wysokości zwykle nie przekracza 2 mm. Pędy boczne są zwykle 4- lub 5-kanciaste (rzadziej 6-7 kanciaste), nierozgałęzione. Pierwsze międzywęźle pędów bocznych jest krótsze od pochwy liściowej na pędzie głównym, co jest ważną cechą diagnostyczną, pozwalającą na odróżnienie tego gatunku od skrzypu polnego.
LiścieNa pędzie głównym wyrastają okółkowo w liczbie (4) 6-10 (12) – odpowiadającej liczbie żeberek na pędzie. Zrastają się brzegami tworząc wokół łodygi zieloną pochwę liściową zwieńczoną trójkątnie-lancetowatymi, czarnymi ząbkami z szerokim, białym obrzeżeniem. Pochwy luźno przylegają do pędu, w górze są rozszerzone. Mają długość do 12 mm i średnicę do 5 mm. Pochwy liściowe pędów bocznych są zawsze przylegające, zwieńczone są 5(7) jajowato-lancetowatymi ząbkami o łatwo odłamującym się, ostrym szczycie. Pochewki nasadowe gałązek są prawie czarne.
Kłos zarodnionośnyZarodnie zebrane są na szczycie pędu płodnego w tępo zakończony kłos o długości (1) 1,5-2,5 (3) cm. Kłos zbudowany jest z tarczkowatych łusek. Pod nimi znajdują się zarodnie wytwarzające zarodniki o średnicy 30-45 µm, posiadające cztery wyrostki w kształcie wstęgi (sprężyce). Zarodniki rozsiewane są przez wiatr (anemochoria), splecione po sprężycami w „kłaczki”.
Pokrój gametofituBlaszkowate, podzielone na nieregularne łatki przedrośle wyrastające z zarodnika i rozwijające się na powierzchni ziemi.

## Anatomia

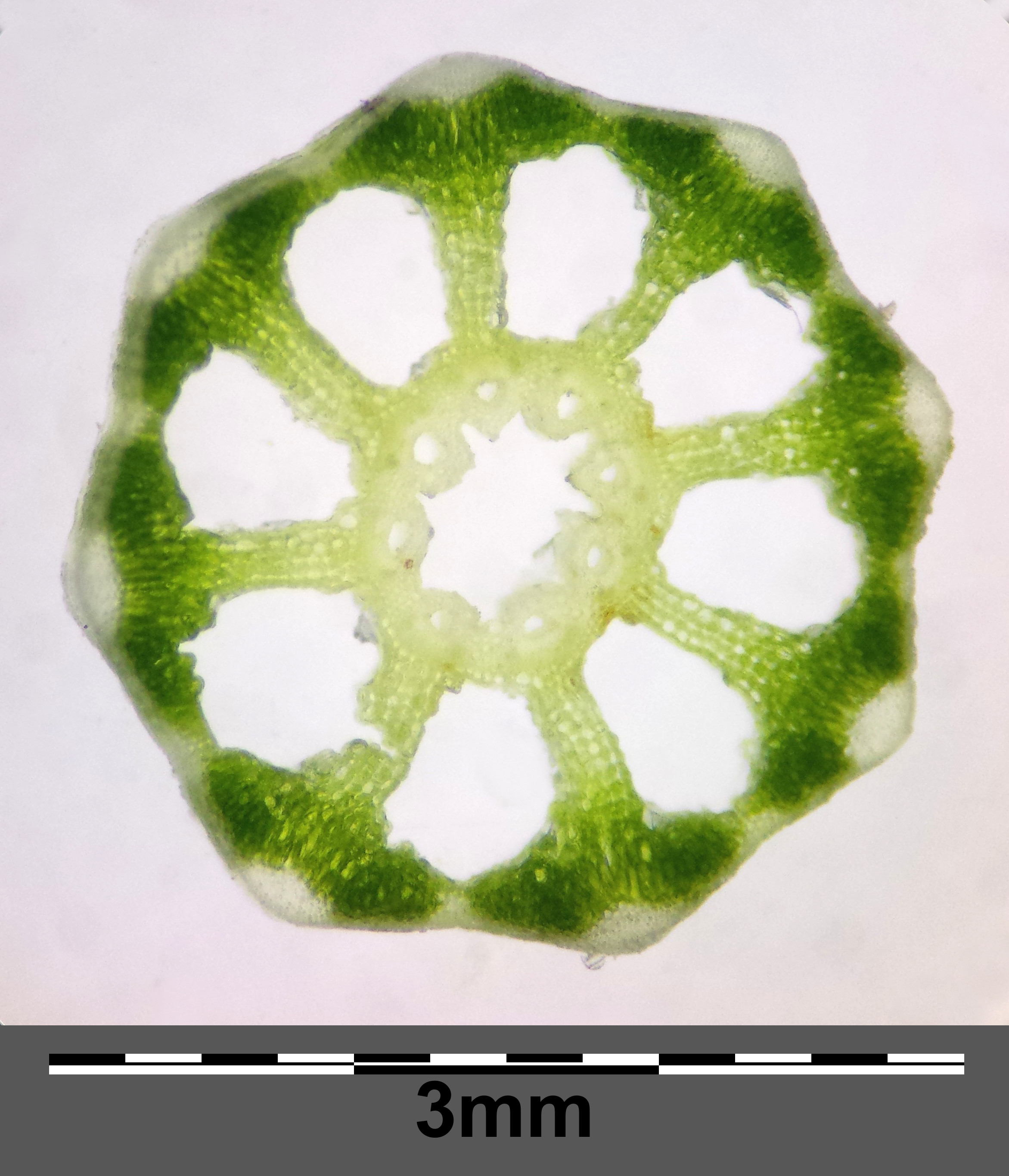
Przekrój przez łodygę; widoczny wąski centralny przewód powietrzny

Wnętrze łodygi w dolnej części jest puste, ale przewód centralny jest wąski (do 1/3 średnicy łodygi, niewiele szerszy od bocznych przewodów powietrznych). Wiązki przewodzące w pędzie otoczone są wspólną pochwą ochronną śródskórni. Aparaty szparkowe ułożone są w pojedynczym szeregu biegnącym środkiem rowka. Łodyga jest bogata w krzemionkę (do 10%), dlatego też jest krucha i łamliwa. 

## Biologia
Właściwości toksyczneSkrzyp błotny zawiera największe ilości alkaloidów spośród wszystkich gatunków skrzypów: od 0,02 do 0,3% w suchej masie. Zidentyfikowano w nim m.in. takie związki trujące jak: palustrynę (alkaloid występujący najobficiej), palustrydynę, kwas palmitynowy i akonitowy, nikotynę, dwumetylosulfon, tiaminazę. Roślina stanowi zagrożenie dla zwierząt, przy czym najbardziej wrażliwe na zatrucie są konie, mniej bydło i świnie, najmniej owce i kozy. Zatrucia zwierząt są jednak incydentalne. Szkodliwość tego gatunku przejawia się głównie na obniżeniu mleczności i płodności bydła oraz pogorszeniu jego kondycji w przypadku wypasania na łąkach podmokłych z dużą ilością skrzypów i karmienia sianem z takich miejsc. Skrzyp może powodować również u zwierząt rozwolnienie, ogólne wychudzenie, u koni – paraliż tylnych kończyn. Szkodliwy wpływ ma siano z zawartością od 1 do 13% skrzypu i to zazwyczaj dopiero po długotrwałym skarmianiu. Szkodliwość przejawia się głównie awitaminozą witaminy B1. Uniknąć trującego działania paszy można przygotowując kiszonkę przez 8 dni w temperaturze 60-70 °C. Według niektórych badaczy, poza specyficznym składem chemicznym, dodatkowo także okrzemki winne są stosunkowo silnemu działaniu toksycznemu skrzypu błotnego. Tworzą one cienką warstwę na powierzchni skrzypów rosnących na siedliskach wilgotnych i uszkadzają błonę śluzową przewodu pokarmowego roślinożerców ułatwiając wchłanianie substancji toksycznych.
RozwójPędy nadziemne pojawiają się zwykle dopiero na początku maja. Kłosy zarodnionośne powstają w czerwcu i dojrzewają do września. W tym też czasie rozsiewają się zarodniki. Gatunek ten jest bardzo wrażliwy na przymrozki i pędy nadziemne giną jesienią w miarę obniżania się temperatury. Po przymrozkach w maju pędy częściowo odrastają. Przemarzać mogą także płytko rosnące kłącza.
GenetykaPokolenie diploidalne zawiera 216 chromosomów.

## Nazewnictwo
Nazwa naukowa rodzaju złożona jest z morfemów equus ('koń') i saeta ('szczecina') i nawiązuje do starołacińskiej – występującej u Pliniusza cauda equi ('koński ogon'). Epitet gatunkowy łaciński palustre znaczy 'bagienny', 'błotny' i podobnie jak polski ma związek z siedliskiem gatunku.
Polskie nazwy dawne i ludowe to m.in. chwoszczka, koński ogon błotny, krzemionka błotna, młacne kwostki, skrzyp.

## Ekologia
Geofit ryzomowy o szerokiej amplitudzie ekologicznej. Występuje na mokrych łąkach, na brzegach rzek i rowów, na źródliskach, nierzadko także na siedliskach antropogenicznych, np. na nasypach kolejowych. Rośnie na różnych typach gleb, najczęściej na torfach niskich i murszach. Jest wymagający pod względem zasobności gleby w składniki pokarmowe, unika gleb zasolonych chlorkiem sodu. Rośnie w bardzo różnych zbiorowiskach na siedliskach wilgotnych, zarówno łąkowych, jak i szuwarowych (często w turzycowiskach). Jest gatunkiem wskaźnikowym dla gleb ze słabo ruchliwą wodą gruntową. Jako jeden z dwóch gatunków środkowoeuropejskich skrzypów może rosnąć również bezpośrednio w wodzie. W klasyfikacji zbiorowisk roślinnych gatunek charakterystyczny dla O. Molinietalia.

## Zmienność
Gatunek wybitnie polimorficzny. Dawniej wyróżniano liczne formy, różnicując je głównie w zależności od długości i kształtu pędów bocznych. Później te ujęcia były kwestionowane (m.in. znaleziono trzy różne formy wyrastające ze wspólnego kłącza). Do odmian opisywanych w nowszej literaturze należy var. polystachyum A.Br. ex Engelm. (boczne odgałęzienia zakończone kłosami zarodnionośnymi), var. americanum Victorin (ząbki na końcach liści dłuższe od typu, do 5 mm – odmiana geograficzna występująca w Ameryce Północnej).
Tworzy mieszańce ze skrzypem polnym (E. × rothmaleri C. Page; Watsonia 9: 229 (1973), syn. E. × torgesianum Rothm. – znany z różnych miejsc z Europy), skrzypem bagiennym (E. × dycei C.N.Page; Fern Gaz. 12(3): 178 (1981) – stwierdzony w Anglii) i bardzo rzadko ze skrzypem olbrzymim (E. × font-queri Rothm. (1944) – znany w Europie środkowej z pojedynczych stanowisk na wyspie Rugii oraz w Polsce południowej. Mieszańce posiadają zarodniki zanikowe, bez sprężyc.

## Zwalczanie
Ze względu na szkodliwe działanie na zwierzęta, gatunek ten jest rośliną niepożądaną na pastwiskach i łąkach. Zwalczany bywa też w uprawach, gdzie pojawiać się może na siedliskach wilgotnych. Stosunkowo łatwo można zwalczać pędy nadziemne – wrażliwe na zacienienie, niskie temperatury, wydeptywanie, wałowanie. Można je niszczyć także stosując herbicydy. Trudno jednak zniszczyć pędy podziemne, zwłaszcza znajdujące się głęboko, mające duże zdolności regeneracyjne. Paradoksalnie duże dawki herbicydów są często mniej skuteczne od mniejszych, co tłumaczone jest tym, że szybkie obumarcie części nadziemnych ogranicza przemieszczanie preparatów w głąb pędów podziemnych, które w efekcie przeżywają i ponownie odbijają. 